# みのもんた
みのもんた（1944年〈昭和19年〉8月22日 - 2025年〈令和7年〉3月1日）は、日本のフリーアナウンサー、総合司会者、ニュースキャスター、タレント、実業家。本名、御法川 法男（みのりかわ のりお）。
実業家としては、自らの個人芸能事務所を兼ねる企業である株式会社ニッコクの代表取締役会長（1999年10月 - 2020年11月までは社長）。東京都世田谷区出身。晩年は神奈川県鎌倉市鎌倉山にある旧・山椒洞に在住。
2006年11月28日に「一週間で最も長時間、テレビの生番組に出演する司会者（記録：21時間42分）」という記録が、『ギネス・ワールド・レコーズ』に認定された。

## 来歴
父親の御法川正男は宮城県栗原郡鶯沢村（現・栗原市）出身。
幼少時、伯父が森繁久彌と一緒に芝居をしていた関係で、世田谷区の自宅の離れに森繁が下宿していた事があり、森繁の出演する映画のチケットを貰って、よく見に行っていたことから、小学校に入学した頃には既に映画や芝居に興味を持っていたという。『柔道一代』などの映画の撮影を御法川家で行っていたこともよくあった。
世田谷区立祖師谷小学校、立教中学校（現・立教池袋中学校、進学の理由は当時立教大学野球部で活躍していた長嶋茂雄、杉浦忠、本屋敷錦吾の「立教三羽烏」への憧れから）、立教高等学校（現・立教新座高等学校）、立教大学経済学部卒業。大学では放送研究会に所属し、ラジオドラマを製作した。みのは4年先輩で日本テレビに入社していた徳光和夫から「アナウンサーはいいよ」「これからはテレビの時代だよ」と言われ、スタジオ見学などに連れて行ってもらったと述べている。
1967年4月、文化放送入社。就職先の第一志望はTBS（東京放送）だったが、採用試験で不合格。

### 文化放送時代
同社ではほとんどの期間をアナウンサーとして活動。同期には落合恵子がいる。最初の2年弱は研修として、同じフジサンケイグループの産業経済新聞社（産経新聞社）に通っていた。新聞原稿をラジオニュース用の原稿（読み原）に書き換える仕事をしたが全く駄目で「ニュースには向かない」と言われたとアナウンス部長（当時）の土屋恵が後に語っている。
同社での初めてのレギュラー番組は『ゲリラでいこう』（15分番組）。その後はニッポン放送の『オールナイトニッポン』、TBSラジオの『パックインミュージック』で深夜放送ブームに火が点き、遅れて始まった『セイ!ヤング』の初代パーソナリティ（1969年6月 - 1973年3月まで担当）に抜擢される。
ほぼ同じ頃、洋楽ランキング番組『オール・ジャパン・ポップ20』（『全国ポピュラーベストテン』の前身）では、オープニングで「♪みのみのー、もんた、みのもんた」と、独特の節回しでリスナーの関心を惹き付けた（高橋小枝子とともにDJを担当）。プロ野球中継でもベンチリポーターを務め、後楽園球場の読売ジャイアンツ戦とオールスターゲームなどを担当した。後に『みのもんたのワイドNo1』『ダイナミックレーダー〜歌謡曲でいこう!〜』等を担当。文化放送と同じく、フジサンケイグループに所属するフジテレビの番組に出演。『オールスター水泳大会』の司会などで人気を博したが、人事異動で営業部へ配転される。1979年9月に退社。

### 文化放送退社後
父親が経営する水道メーター製造・販売会社の日国工業（現・ニッコク）に入社。10年間、全国を営業で回った。その間、フジテレビに声をかけられ、『プロ野球ニュース』の週末版で雨が降って野球が中止になると、MLBのビデオを放送。「よっ、真っ黒に日焼けして」などとナレーションを入れた所、人気が出て『プロ野球珍プレー・好プレー大賞』に発展。2020年時点も不定期に放送されている。『なるほど!ザ・ワールド』の国内リポーター、『オールナイトフジ』でオールナイターズの実家を訪ねる「深夜の家庭訪問」などを担当。コミカル系サブ司会者（コメディ・リリーフ的存在）として認知されるようになる。1989年（4月、『午後は○○おもいッきりテレビ』（日本テレビ）の司会を担当。番組が高視聴率を取るようになり、人気司会者の地位を築く。1999年10月、日国工業を受け継ぎ（のちに自身の個人事務所「オフィスモンタ」を合併し、現在の「ニッコク」に社名変更）、代表取締役社長に就任。

### 民放各社およびNHKでの活動
- 民放キー局5社 全てでレギュラー番組を持った一方、NHKではレギュラー番組を持った経験はない[注釈 6][注釈 7]。
- しかしながら、当時61歳だった2005年には『第56回NHK紅白歌合戦』で司会を担当[注釈 8]、これがNHK地上波での初司会となったほか、『NHK紅白歌合戦』における男性司会者の最年長記録且つ史上初の60代男性による司会となった。しかし、リハーサル時からスタッフと進行の方針を巡って対立していたことが表沙汰となり、これらが原因で司会担当はこの1度限りとなっている[注釈 9]。

### 2013年の複数の不祥事と番組降板
セクハラ疑惑騒動
2013年（平成25年）8月30日に放送された『みのもんたの朝ズバッ!』の生放送内のCM明け直後、隣に立つ吉田明世の腰付近に手を伸ばし、吉田がその手を振り払ったように見える映像が一瞬流れた。これに対して、TBS広報部は「セクハラ行為があったとは認識していないが、紛らわしい行為だったため、今後このようなことがないよう『番組担当者』に口頭で注意した」と発表した。9月9日より、みのは9月16日までの「夏休み」を理由にテレビ出演を休止した。みのはこの年の8月9日から16日にも夏休みを取り、情報番組の総合司会が1年に2度も「夏休み」で番組を休むのは異例のことである。騒動から6年後の2019年、2人は揃って『梅沢富美男のズバッと聞きます!』SPに出演。みのは改めてセクハラを否定し、吉田が状況を説明。それによると当時、みのが肩を押してアナウンサー陣をガタガタとドミノ倒しにするということを遊びでやっていた。ニュースを読もうとしていた吉田もそれをやられたため「みのさん、やめてください」という意味で手を振り払ったと説明している。
次男の逮捕
セクハラ騒動が世間を賑わす中、9月13日には同月11日に当時日本テレビ社員の次男が泥酔して道で横たわっていた男性の鞄からキャッシュカードを盗み出し現金を引き出そうとしたとして、窃盗未遂容疑で逮捕されていたことが判明。次男は同年10月8日付で日本テレビを諭旨解雇処分となった。
みのは次男の日テレ入社経緯について、採用試験が難しすぎて名前と住所しか書けなかったため、氏家齊一郎会長（当時）に依頼したコネ入社だったことを明かした。しかし、大久保好男社長（同）は定例会見で「正規の手続きで入社している。名前しか書けない人は会社どころか大学にも入れない」と述べ、みのの発言内容について否定している。
『朝ズバッ!』『サタデーずばッと』降板、記者会見
「夏休み」でマスコミの前から姿を消していたみのは次男の逮捕を受け、報道機関各社へ送信したファクスで自身が出演する『朝ズバッ!』と『サタデーずばッと』への出演を自粛すると発表。その後、同2013年10月25日にTBSから全ての報道番組を降板させることが発表された。『秘密のケンミンSHOW』とラジオ番組『みのもんたのウィークエンドをつかまえろ』への出演は従来通り続けた。
同年10月26日午後、記者会見を行う。その冒頭で「世間をお騒がせして、誠に申し訳ございません」と謝罪した上で、「辞めなければ収まらない風潮を感じた」「（報道は憧れであり）忸怩たる思い」と語った。前述のセクハラ疑惑に対して記者から質問され、「（アシスタントやキャスターが）発言をとちることがあるので、『しっかりしろ』の気持ちで腰をたたいた。セクハラなどということは全くありません」と述べ、否定した。

### 2014年以降
2014年（平成26年）3月24日、文化放送『みのもんたの ニッポンdiscover again』の初回収録後に緊急会見を行い、「放送界の先輩」が鎌倉の自宅まで駆けつけ、「ファンやスタッフに申し訳ないと言ったか!!」と一喝され、目が覚めたことを明かし、「ドキッとしました。情けなかった。オレは言い訳ばっかりして自分のことばかり考えていた」と目を潤ませ、反省の弁を述べた。同時に今後、各方面に“謝罪行脚”をすることも明かした。
4月6日、次男の事件後に初めてのラジオ番組のレギュラーとなった『みのもんたの ニッポンdiscover again』が放送開始。テレビ番組では2017年1月16日から放送が始まった『結婚したら人生劇変!○○の妻たち』でもMCを務めたが、8か月ほどで終了。次男の事件以降は仕事は激減し、レギュラー番組は『秘密のケンミンSHOW』のみとなった。
2018年頃にパーキンソン病を発症している。2019年秋頃に参列した知人の葬儀で上半身が前に傾く、立っていられないといった自覚症状があり、かかりつけの大学病院の勧めで検査したところパーキンソン病と判明し、療養しながら活動していることを複数のメディアで自ら明かしている。身体が思い通りに動かなくなる症状であり、徐々に進行しており、寝床から起き上がるのに5分かかっていたのが10分かかるようになり、10分が20分に...といった具合で症状が進行してきたという。
2019年（令和元年）8月22日の誕生日を前に自動車運転免許を更新した後、日を置かず免許証を自主返納した（当時75歳、後述）。
2020年（令和2年）1月23日、読売テレビはみのが『秘密のケンミンSHOW』を3月をもって降板することを明らかにした。その後『FRIDAY』の取材に応じ、「75歳になって、若いタレントや芸人のテンポに付いていけなくなった」「『完全に潮時だな』と思った」と加齢による体力の衰えを理由にテレビ局と自ら話し合って引退を決めたことを明かした。文藝春秋の取材にも応じ、「本当の喋りには『間と緩急』というものが必要」と最近のタレントとの感覚の隔たりを感じていたことを明かした。同番組の降板で、みのはテレビ番組から完全に姿を消したが、同年8月9日から関西ローカルで新たな冠番組『朝からみのもんた』が放送開始。引退宣言を撤回して、半年ぶりにテレビ番組に復帰した。2021年3月28日の放送をもって『朝からみのもんた』は半年で終了し、レギュラー番組が再びなくなった。同年10月、『学校へ行こう!2021』の『未成年の主張2021』でVTR出演した。
2024年11月、『朝ズバッ!』時代に共演した井上貴博（TBSアナウンサー）のインタビューに応じたのがメディアにおける最後の姿となった。

### 死去
2025年3月1日未明に死去した。80歳没。訃報は同日、自身が会長を務めるニッコクにより公表された。関係者の話によれば同年1月16日の17時頃、東京都港区の焼肉店で食事（肉）を喉に詰まらせて心肺停止状態に陥り、東京都内の病院に搬送されて入院治療を受けており、自宅に戻ることなく家族に看取られて息を引き取ったという。
葬儀が4日、神奈川・鎌倉市内の自宅で営まれた。戒名は「悠照院法道日国居士」。
みのの死去を受けて、古巣でもある文化放送社長の齋藤清人をはじめ、芸能界などから追悼するコメントが多く寄せられている。

## 経営活動
- 1999年（平成11年）10月から株式会社ニッコクの代表取締役社長を務め、2020年（令和2年）12月に退任し、代表取締役会長に就任している[49]。過密スケジュールの合間を縫って毎日出社し、業務を行っているとされる。入社試験の面接でみのが現れると驚く人もいるという。世間では副業ではないかといわれているが、会社経営のほうが本業だと語っている[50]。
- 同社は、父親から受け継いだ水道メーターの会社「日国工業株式会社」に、自分の事務所「オフィスモンタ」を吸収合併したものである[50]。
- 自身経営の水道メーター会社のライバル社「愛知時計電機」の株式を本名の「御法川法男」個人名義として発行済株式総数1,542万株中、91万株（5.9%）を所有（2022年4月30日現在）する第3位の株主[51][注釈 10][注釈 11]。

## 人物

### 愛称
愛称は「みの（さん・ちゃん）」。ただし、「みのちゃん」と呼ぶのは徳光和夫と和田アキ子位である。

### 芸名の由来
芸名の名付け親は野末陳平。由来は当時、御法川を略して「みの」と呼ばれていて、申年生まれ（monkey）でかつ猿顔であることと、当時人気であった競走馬「モンタサン」に掛けて、「もんた」とした。

### 趣味・特技等
自動車が好きで、2010年代後半には自家用自動車を4台所有していた。
2019年（令和元年）8月22日の誕生日を前に受けた運転免許更新時の講習における運転シミュレーションで、アクセルペダルとブレーキペダルの典型的な踏み間違いを起こしてコンビニ店に突っ込んでしまい、自身の実情を痛感したことから、日を置かず（76歳時）自主返納していた旨を、翌2020年（令和2年）10月25日に自身の冠番組である『朝からみのもんた』の中でテリー伊藤の質問に答えるという形で明かした。2019年は多くの芸能人が高齢を理由に自動車運転免許証を自主返納しているが、その事由については「自主返納」を参照のこと。

### 睡眠時間
『午後は○○おもいッきりテレビ』『みのもんたの朝ズバッ!』の2本の平日の帯番組及び、夜のレギュラー番組を抱えていた当時、睡眠時間は2時間 - 3時間だという。基本的にテレビ局が用意したホテルに宿泊し、時間に余裕がある場合は自宅から通う（本人談。午前0時頃 - 午前3時30分頃）。

### 思想・哲学
みのの反戦を訴える姿勢は下記の母が体験した戦時中の出来事を聞いたことや、仕事で沖縄県を訪れた際に寝泊まりした民家の主人から戦争体験を聞いたことがきっかけとなっている。
日本国憲法第9条に関しては堅持する立場を示している。
日の丸の掲揚や国歌「君が代」の歌唱に対して肯定的な立場をとっており、2012年には｢日本ではまだ『君が代』とか国歌がどうこういう問題が起きているんですか｣｢国歌、国旗は法律で決まった。遅すぎましたね。やっとですものね」と発言している。
原子力発電所の再稼働には批判的である。
自身の息子の問題の経験もあって「今の週刊誌の世界を見ていると真偽が分からない記事が多すぎる。家族とはいえ30歳を過ぎ、社会人になって家族まである息子の不祥事なのに、当事者ではなく身内を叩きすぎでは」といった持論を述べたが、橋下徹からは「週刊誌は権力を監視する役割として重要」「報道の自由を守るためには仕方ない」「みのさんは公人に近いのでメディアに叩かれるのは仕方ない」と反論された。

### 家族・縁戚
- 父は日国工業創業者・御法川正男。みのは3人兄弟の二男であるが、兄・正昭はみのが生まれる前月（1944年7月21日）に3歳で死亡している[57]。その通夜の席に父親への召集令状が届いており、みのを妊娠し身重だった母はそれ以降途方に暮れ、ただ国を呪ったという。父は終戦後戦地から無事に戻ったが、母の戦争に対する怒りは終生変わらなかったという[54]。
- 妻・御法川靖子は自身の専属スタイリストであった。子供は2男1女（生まれた順に長女・長男・次男）がいる。長男はTBSに勤務しており、長男の結婚披露宴には民放各局トップや大手芸能プロのトップのほか、自民党の石原伸晃、二階俊博、下川俊樹（自民党和歌山県連幹事長）、徳光和夫、古舘伊知郎、高田純次、加藤晴彦ら約360人が列席した。司会はTBSテレビ『みのもんたの朝ズバッ!』の裏番組であった日本テレビ『ズームイン!!SUPER』の総合司会・羽鳥慎一が務め、局の枠を超えた式となった。次男[29]は日本テレビに勤務していたが、前述通り不祥事を起こしたため日本テレビを解雇となる。2人の兄弟の姉にあたる長女は母である靖子が亡くなってからは、父の専属スタイリストに転身した（なお、スタッフロールには亡くなってもなお妻の名前がクレジットされていた）。
  - 妻は癌のため2012年5月22日に亡くなった（66歳没）。その通夜では、野田佳彦からも供花があった。7回忌まで納骨せず、海が見える自宅のキッチンにお骨を置いていたと話している[58]。
  - 次男は日本テレビ解雇後、みのの計らいでニッコクに再就職した[59]。事件発覚当初、みの自身は次男のニッコクへの再就職について明確に否定していた[60]。しかし、実際には同社の解雇直後から社会保険と年金のためと称して、ニッコクに所属させていた。給料は支払っていないとみのは主張している[61]。しかし、みのの死去[62]時に代表取締役社長に就任した。

### 交友関係
- 交友関係は幅広く、芸能界やスポーツ界はもちろん、政財界などにも私生活で交流のある人物が多いのが特徴である。特に政界では遠縁に自民党所属の議員がいる事などから自民党関係者が多い。
- 石原慎太郎と親密であるとされる。2007年には石原の要請を受け「東京五輪招致大使」に任命された[63]。
- 安倍晋三との交流も深く、1次政権時代は秘書官の井上義行と逗子市の居酒屋で情報交換を繰り返し[64]、首相退陣の日には安倍自らがみのに電話している[65][注釈 12]。
- 二階俊博との親交は有名で、二階はみのの長男の披露宴で主賓として祝辞を述べ[66]、みのの「アナウンサー生活おもいッきり40周年ズバッと感謝の会」でも、芸能関係者に混じりお祝いのスピーチをした。2007年12月8日には、二階を団長とした経団連などを中心とした訪中団にみのも招かれていた[67]。東海地方で「ニッコク」を興したみのの父親が、二階俊博が秘書を務めていた遠藤三郎の後援者であった縁によるもので、20年来懇意にしており、大下英治著『躍動の日本経済へ 二階俊博の挑戦』には、みのが推薦文を寄せている[68]。
- 芸能界の友人は梅沢富美男と高田純次[69]。

### 総合司会としての評価
- テリー伊藤はみのが『朝ズバッ!』『サタデーずばッと』を降板することが発表された際に「テレビを見てる一視聴者として僕は、ちょっと残念だなという気持ちがある。みのさんはコメントする時いつも、弱者の味方なんですよね。年金の問題、福祉の問題、福島の問題…彼はキャスターで一番福島に行ってるんじゃないかな。毎月11日は必ず（『朝ズバッ!』で）特集しますよね。色々あるだろうけど残念だなと思います。またいつかどこかの場所でみの節が出るようなことができるといいなと思います」とキャスターとしてのみのについてコメントした[70]。

### その他・エピソード
- 「暑い」「寒い」「疲れた」「忙しい」は言わないようにしていた。「これが一つでもあるときはよくない」とのこと[71]。
- 「黒の顔」「黒の存在」などと言われており、本人は、「日光浴でこうなった」と説明している[72]。
- 高校生時代は演劇部で活動、同じ演劇部員に同級生の林隆三がいた[14]。
- 誕生日は、タモリと同じである（みのの方が1つ年上）。2人の共演は、みのが『笑っていいとも!』の名物コーナー「テレフォンショッキング」にテレフォンゲストとして生出演。以後、みのが『いいとも!』の裏番組として『午後は○○おもいッきりテレビ』→『おもいッきりイイ!!テレビ』の総合司会を20年務めていたため出演できなかったが、2013年5月3日放送分の『いいとも!』の「テレフォンショッキング」、雨上がり決死隊からの来週のゲスト紹介で1984年7月12日放送分以来、29年ぶりの生出演が、2013年5月6日放送分で実現した[73]。
- 2004年と2005年（この年で廃止）の高額納税者番付（長者番付）芸能人の部では第1位。2013年には、自宅のある鎌倉山や別荘のある軽井沢に所有する不動産、前述の経営活動等により、総資産は約50億円と報道されている[74]。
- 2006年11月28日に「一週間で最も長時間、テレビの生番組に出演する司会者（21時間42分）」としてギネス・ワールド・レコーズに認定された[53]。2008年6月5日には22時間15秒に自らギネス記録を更新した[75]。このギネス記録は2019年10月21日に認定されたロシアのウラジーミル・ソロビエフ（英語版）（25時間53分57秒）によって破られた[76][77][78][注釈 13]。
- 2007年、an・an「嫌いな男ランキング」3位、オリコン「好きな男性アナウンサーランキング」20位。
- 2007年11月16日に発生した坂出3人殺害事件の報道では、みのもんたは『みのもんたの朝ズバッ!』（TBS系）の11月19日の放送で（行方不明になってから、通報に至るまで1時間かかったことについて）「普通すぐに電話しない?（略）警察署に行って届け出てる。普通だったらそのまま電話しないかねぇ?」「不思議だねぇ」と被害者の家族を嫌疑し、あからさまに犯人扱いするかのような発言を執拗に繰り返した[80]。被害女児姉妹の父親は取材に対し「みのもんたさんに聞きたかった。オレが殺したんか、と」と怒りを表明した[81]。当初は問題発言をしたみのは沈黙し[82]、2008年1月になってみのがTBSの幹部職員と共に被害者家族と対面し謝罪したと報じられているが、番組内での謝罪と訂正は行われなかった[83]。
- 2004年、東北福祉大学客員教授に就任[注釈 14]。
- 日本火消し保存会の顧問を務めている[84]。
- 父親・御法川正男が宮城県栗原市出身である縁から、同県のふるさと大使「みやぎ夢大使[85]」に任命された[86]。
- 『朝ズバッ!』の初代総合司会の候補にはみのと関口宏が挙がり、先に打診された関口が断り、次に打診されたみのが受諾したという経緯がある[87]。

## 出演

### 映画
- 必殺! ブラウン館の怪物たち（ナレーター）

### 劇場アニメ
- プロ野球を10倍楽しく見る方法（東宝東和、リポーター〈みのもんた〉）※本人役
- プロ野球を10倍楽しく見る方法 PART2（東宝東和、リポーター〈みのもんた〉）※本人役
- ONE PIECE THE MOVIE エピソードオブチョッパー+ 冬に咲く、奇跡の桜（東映、ムッシュール）

## コマーシャル出演
後述のコマーシャルに起用されている。報道を扱う番組のメインキャスターがコマーシャルに出演するという事例は、日本以外の先進国では通常はほぼない。これは報道内容の公正性を担保できなくなるためである。
- 2016年東京オリンピックPR
- アデランス
- エステー化学 『トイレの消臭力』
- 大塚製薬 『SOYJOY』 - 広告コピー：「みのもんたは、ビズブレイク。」、小林麻央と共演したバージョンもあり
- 銀河高原ビール 『おやすみビール』
- 小林製薬 『タフデント』
- タマホーム 『企業イメージキャラクター』 - 同社は景品表示法に違反する表示を行ったとして、2007年3月29日に公正取引委員会より排除命令を受けるが、NHKや新聞各紙では報じられたものの、みのがキャスターを務める番組ではこの件について一切報じられなかった。
- 民放連 『CMのCMキャンペーン「Enjoy!CM」』 - テレビ放送開始記念日でもある2005年8月28日の「テレビCMの日」のみ、松浦亜弥と交互出演
- ハウス食品 『ハウスのレトルトカレー』 - 「とろける旨さのビーフカレー」など・おせちもいいけど、カレーもね・1999年 - 2000年ごろ?）
- ハドソン 『パワーリーグ』（1988年）-　ナレーションのみだが、複数の種類有り。
- ヤマヒサ 『リフォーム・バス&キッチン』
- ホーユー『ビゲンコーミングカラー』（1996年）
- ロッテ 『健康産業』：飲み友

- この他に、日本酒造組合中央会の新聞広告に起用されたことがある。

## CDリリース
- 元気イキイキ!おもいッきり（2003年）
  - 自身が司会を務める「おもいッきりテレビ」放送15周年の企画曲。「イキイキふれんず」名義。カップリングは『健康!ピンピコピン』（「みのさん&かよちゃん」名義）。
- 夜の虫／花と小父さん（作詞・作曲：浜口庫之助/編曲：竜崎孝路、2006年11月22日、テイチクレコード）
  - 1967年に浜口自身の歌唱で発売した曲のカバーであり、これがソロCDデビューとなった。同じくB面も浜口作詞作曲の作品で、伊東きよ子や植木等のカバーである。
  - 10月19日に行なわれたレコーディングでは、「シラフじゃ歌えない」とブランデー片手に歌を歌い、2時間後にはすでに曲も本人も出来上がっていた。「紅白のオファーは（司会としても歌手としても）当然来るでしょう」「もしかしたらレコ大の司会オファーもあるかも」と発言している。結局は取り下げられてしまい、「よく分かりました。紅白の出演は年枠にします。」と発言。
  - 2006年11月10日 - 16日のUSENの総合チャートで、浜崎あゆみの『JEWEL』に次ぐ2位、演歌チャートで1位を獲得した。オリコンシングルチャート初登場で演歌チャート6位、総合チャート90位。
- 口説きながら麻布十番 duet with みの もんた

## 著書等
- みのもんたの七転び八起き（ワニブックス、1976年）
- こころの案内図（朝日出版、1995年7月発行）
- みのもんた十八番勝負 おもいッきり対談集（日本テレビ放送網、2002年9月発行）
- それでも僕は立ち続ける（日本テレビ放送網、2006年4月発行）
- 腰痛スッキリ!角川oneテーマ21 C-113（角川書店、2006年7月発行）
- 義理と人情 僕はなぜ働くのか（幻冬舎、2007年3月発行）
- 死んではいけない いじめ緊急レポート 7600通を超えた悲鳴!（TBS「みのもんたの朝ズバッ!」制作スタッフ著、毎日新聞社、2007年1月発行）
- 敗者の報道（TAC出版、2014年）

## ものまね・パロディ
カギカッコ内は、キャラクターの名前である。
- 栗田貫一、山口智充（『爆笑そっくりものまね紅白歌合戦スペシャル』で披露）
- トニーヒロタ（『ものまねバトル大賞』で披露）
- 松村邦洋（東海テレビのスポットCMで披露、かつて『オールナイトニッポン』では「ものみんた」のコーナーがあった）
- 木梨憲武 「みのりもんた」「みのりかわノリ男」（『とんねるずのみなさんのおかげです』『とんねるずのみなさんのおかげでした』）、「みごもった」（『コラーッ!とんねるず』）
- 岡村隆史 「おかもんた」（『めちゃ2イケてるッ!』、本人公認）、「みにもんた」（ぐるぐるナインティナイン）
- 矢部浩之 「ヤのもんた」（『めちゃ²イケてるッ!』）
- 中居正広 「みのまんた」（『SMAP×SMAP』）
- 今田耕司 「いまもんた」（『27時間テレビ』） - 今田自身、「おとつい（『27時間テレビ』での本番3日前）の夕方に生まれた」と語った。
- ドロンズ石本 「みのとんた」（『DAIBAクシン!!GOLD』）他
- ゴリ 「ゴリもんた」（『ワンナイR&R』）
- ビートたけし 「頭礼田 桂（ずれた かつら）」（2006年9月16日深夜放送『朝までたけし的ショー』内「朝ズラ!」）、「レバもんた」（ビートたけしの親切な人が5千万円貸してくれないかTV）
- 山寺宏一 「やまちゃんた」「もんたクロース」「みのモンキー」「お花見のもんた」「桜の木のもんた」「休みのもんた」[注釈 19]（『おはスタ』）
- やまだひさし 「上みのもんた」（『やまだひさしのラジアンリミテッドDX）
- ホリ（数々の番組で披露。本人公認）
- 「蚤もんたん」（漫画『元祖!浦安鉄筋家族のキャラ）
- 「のもた民夫」（漫画『アクメツのキャラ）
- 漫画『ともだちロボットギタローくん』（『おもいッきりテレビ』の電話らしきコーナーの場面で、「ファイナルアンサー?」と言っている。）